# Conejo de Angora
El conejo de Angora (en turco: Ankara tavşanı) es una variedad de conejo doméstico que se cría por su pelo. Se piensa que es originario de Angora (hoy llamada Ankara) en Turquía, como el gato de Angora y la cabra de Angora, productora del mohair, que se caracterizan por su pelo largo y sedoso.
El conejo de Angora fue animal de compañía de la realeza francesa a mediados del siglo XVIII; al final del siglo se había extendido por el resto de Europa. En los EE. UU. los conejos de Angora aparecieron en el siglo XX. Su carácter extremadamente manso lo hace un buen animal de compañía.
Su abundante pelaje es objeto de explotación económica. El escaso diámetro, 11 µm, y la longitud de los pelos son dos factores muy atractivos para la industria textil, ya que las prendas confeccionadas con este tipo de fibra pesan menos que la lana y dan mucho más abrigo. La angora forma parte de prendas de alta calidad. Por su abundante pelaje se le debe cepillar de dos a tres veces por semana.

## Origen
El conejo de Angora ya lo menciona en 1755 el naturalista conde de Buffon. También Linneo lo describe en 1788. El conejo de Angora es una mutación que apreció simultáneamente en varios lugares de Europa; algo similar a lo ocurrido con la mutación del conejo Rex, de pelo extra-corto.
Francia comienza la explotación del conejo de Angora en pequeñas granjas para exportar los tejidos para prendas de abrigo, especialmente para la curación de enfermedades reumáticas. Inglaterra, país receptor de estas exportaciones, empezó a desarrollar su propia explotación de conejo de Angora.

## Variedades de conejo de Angora
La Asociación Americana de Cría de Conejos (American Rabbit Breeders Association, ARBA) ha fijado cuatro variedades del conejo de Angora, cada una con sus particulares características morfológicas.
- Conejo de Angora inglés
- Conejo de Angora francés
- Conejo de Angora gigante
- Conejo de Angora satén

Algunas variedades de conejo Angora
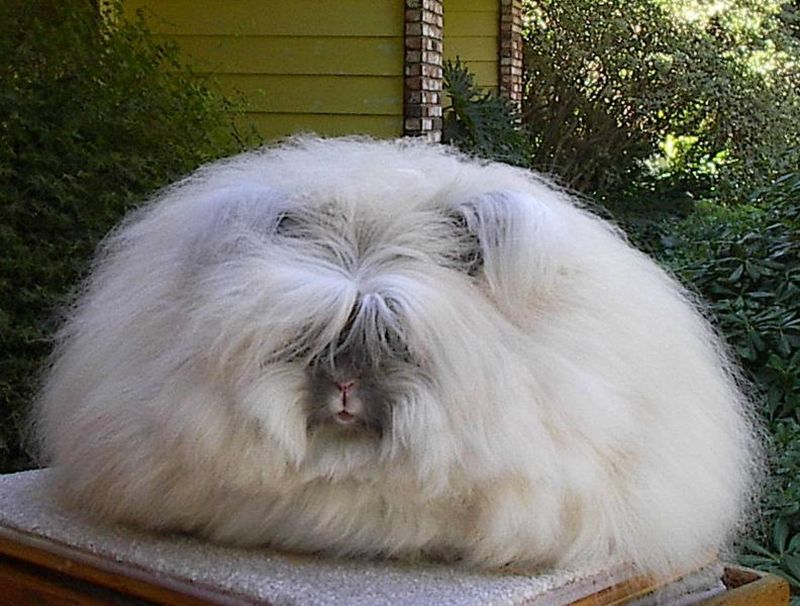
Angora inglés
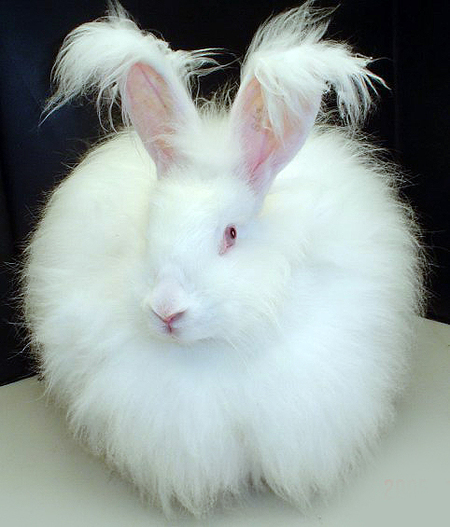
Angora francés (albino)
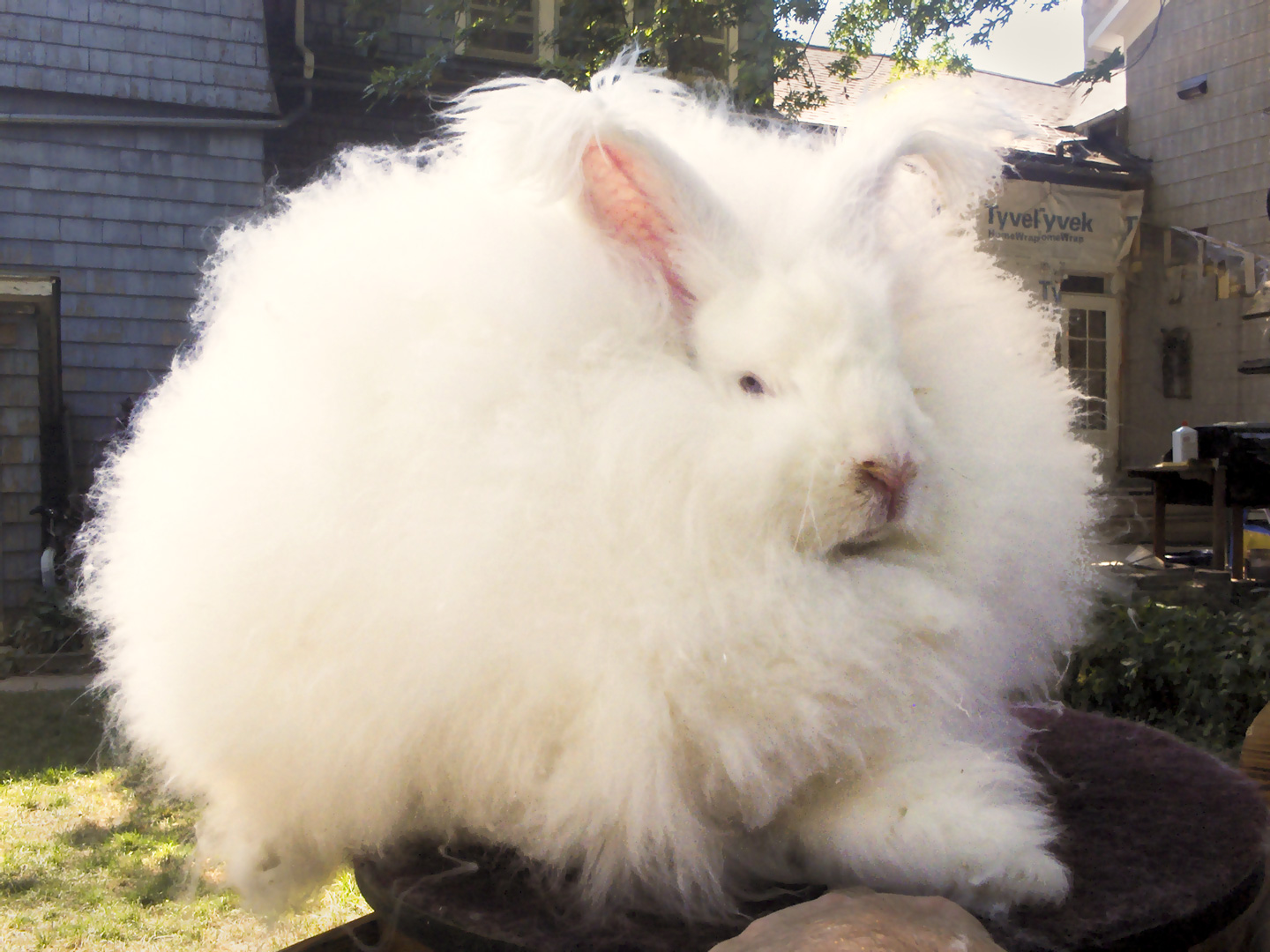
Angora gigante
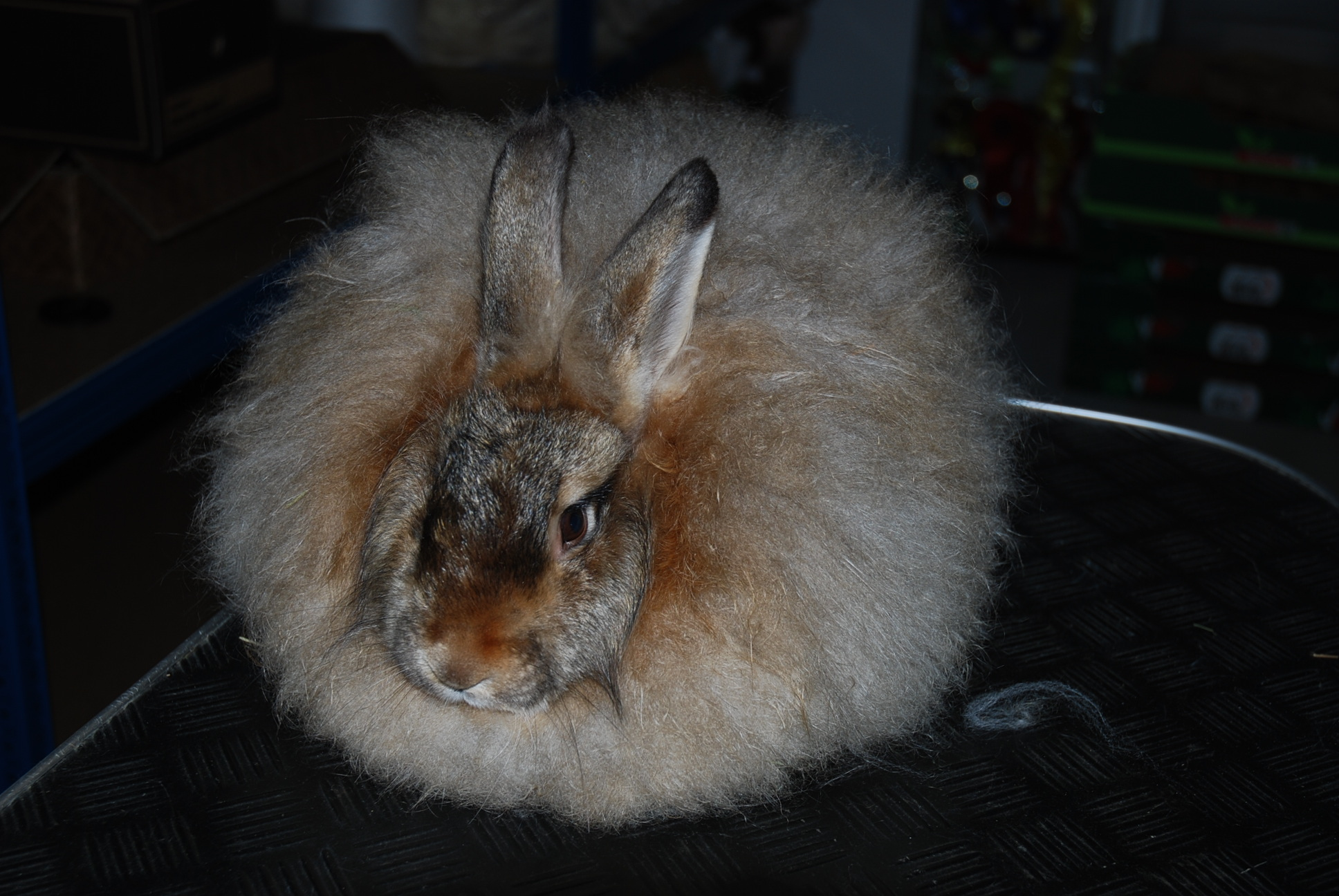
Angora satén
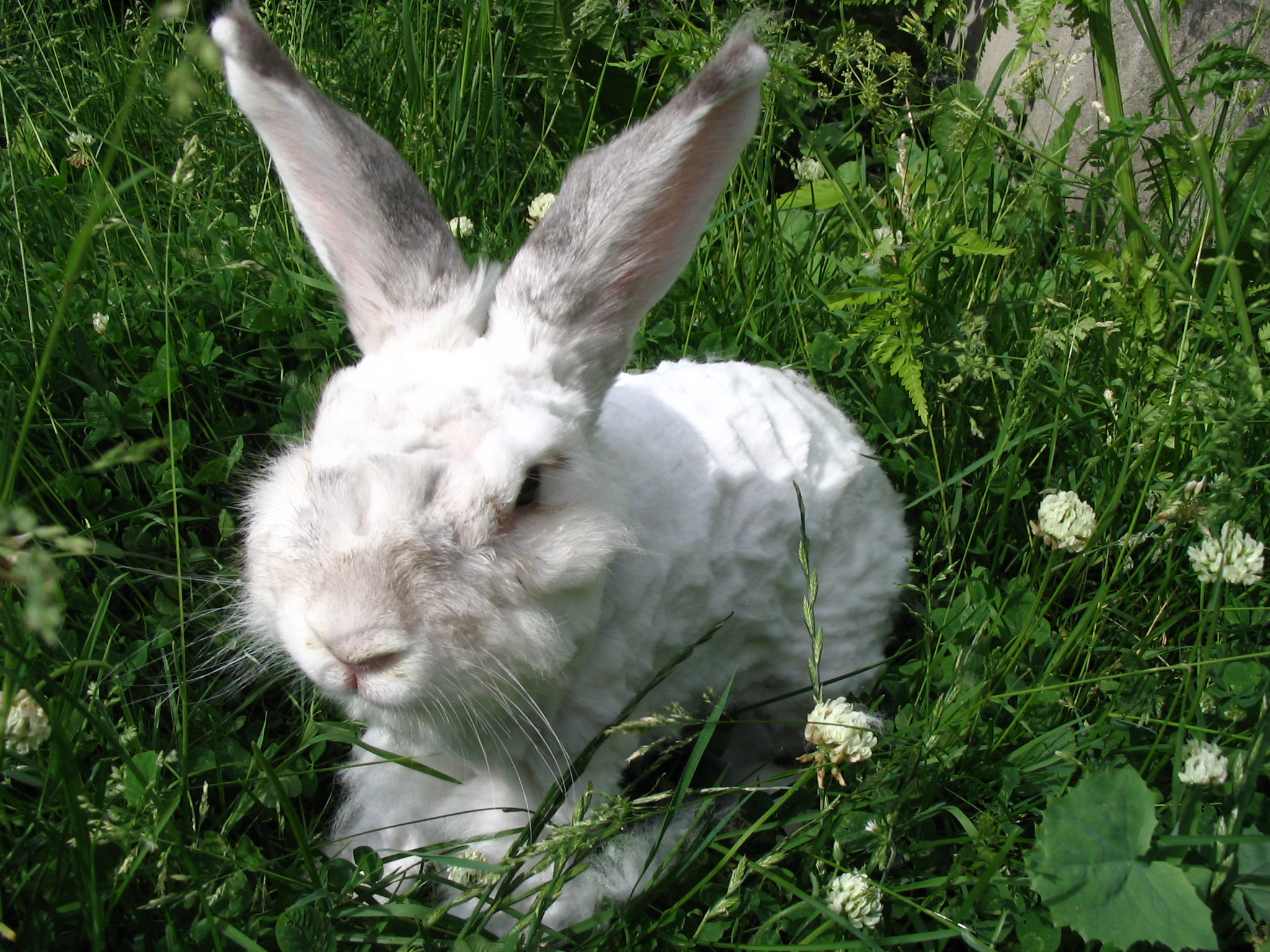
Angora esquilado

### Características morfológicas
- El Conejo de Angora inglés: tiene un abundante pelaje en las orejas, la cabeza y las patas y al tacto es sedoso. Es la especie más pequeña de los conejos de Angora. Llegan a pesar entre 2,5 y 4 kg a la edad madura.
- El Conejo de Angora francés: tiene la cara y las orejas rodeados de pelo liso. Se parece a un conejo común. El cuerpo del conejo tiene forma oval y su peso es de entre 4 kg y 5 kg.
- El Conejo de Angora gigante: su pelaje es blanco. No se le puede cortar el cabello,ya que no muda el pelaje. Cualquier conejo con sus mismas características, pero con el pelaje de otro color, suele ser un híbrido. Es el más grande de las cuatro especies y su peso en su madurez es de aproximadamente 4,5 a 6 kg.
- El Conejo de Angora satén: que lleva ese nombre por el brillo de su pelaje. No tiene abundante pelo y éste es más corto que el de las otras especies. Su pelo es absolutamente suave y su peso es de 4 kg en su madurez.

## Hábitat
Proviene de granjas de crianza en Ankara, Turquía; desde donde fue introducido en Europa y América.[cita requerida]
Es necesario que viva fuera de una jaula en un espacio cómodo. Los conejos necesitan espacios amplios pese al mito de poder vivir en una jaula.[cita requerida]
En Turquía han criado estos conejos con éxito, cubriendo sus jaulas con telas de malla. Los conejos de Angora no aguantan las temperaturas que superan los 30 °C ni las temperaturas que bajan de los 10 °C. Necesitan estar en un lugar con una buena ventilación, para evitar los problemas por la abundante orina de este animal.[cita requerida]

## Hábitos sexuales
Cuando un conejo de Angora corre en círculos alrededor de sus patas traseras es una señal de comportamiento sexual.
El conejo de Angora alcanza su madurez sexual entre los cuatro y los seis meses. Pueden criar en cualquier época del año. La hembra no manifiesta época de celo, lo que permite criar en cualquier época del año, la gestación dura aproximadamente un mes.